# Óli Valur Ómarsson
Detta är ett isländskt namn. Efternamnet är patronymikon, inte ett efternamn; denna person hänvisas med tilltalsnamnet Óli Valur.
Óli Valur Ómarsson, född 9 januari 2003, är en isländsk fotbollsspelare som spelar för Breiðablik.

## Karriär
Valur började spela fotboll i Álftanes och spelade där till 2015 då han gick till UMF Stjarnan. Den 28 september 2019 debuterade Valur i Úrvalsdeild i en 3-2-vinst mot ÍBV, där han blev inbytt i den 67:e minuten mot Brynjar Gauti Gudjónsson när han bara var 16 år.
Som 19-åring värvades han av allsvenska IK Sirius, där han skrev på ett femårskontrakt. I november 2024 värvades Valur av Kópavogur-klubben Breiðablik UBK, där han skrev fyraårskontrakt.

## Landslagskarriär
Valur har representerat Islands ungdomslandslag på U15-, U16-, U17-, U19- och U21-nivå.
Han debuterade för Islands U15-landslag den 27 oktober 2017 i en 5-1 vinst över Färöarna och han gjorde också sitt första mål med Islands U15-landslag den 11 augusti 2018 i en 13-0-vinst mot Peking.